# Parnaguá
Parnaguá är en kommun i Brasilien.   Den ligger i delstaten Piauí, i den östra delen av landet, 700 km nordost om huvudstaden Brasília. Antalet invånare är 10 265.
Omgivningarna runt Parnaguá är huvudsakligen savann. Runt Parnaguá är det mycket glesbefolkat, med 2 invånare per kvadratkilometer.